# Uvaria vareigneana
Uvaria vareigneana este o specie de plante angiosperme din genul Uvaria, familia Annonaceae, descrisă de Jean Baptiste Louis Pierre, Achille Eugène Finet și François Gagnepain. Conform Catalogue of Life specia Uvaria vareigneana nu are subspecii cunoscute.